# 平成27年台風第15号
平成27年台風第15号（へいせい27ねんたいふうだい15ごう、アジア名：Goni、命名：韓国、意味：白鳥、フィリピン名:Ineng）は2015年（平成27年）8月15日に発生した台風。

## 概要

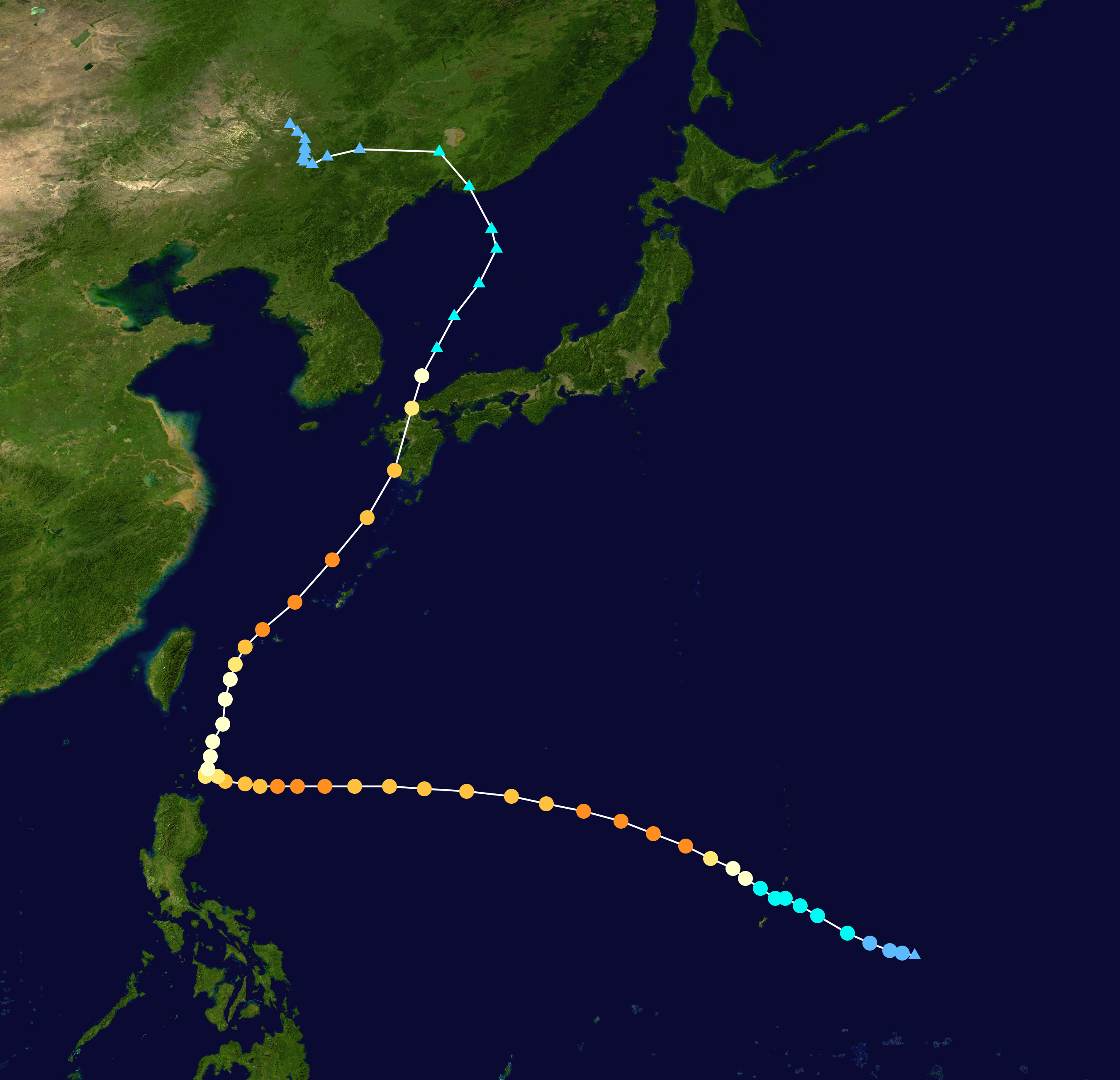
進路図

8月12日に発生した熱帯擾乱が次第に発達し、14日には合同台風警報センター（JTWC）が熱帯低気圧番号16Wを割り当てた。16Wは15日3時（協定世界時14日18時）にマリアナ諸島の北緯13度、東経148.2度で台風となり、アジア名コーニー（Goni）と命名された。なお、同時刻に15号の東方で16号が発生している。
当初、中心気圧1000ヘクトパスカル程度であった台風は日本の南の海上を西進しながら次第に勢力を増し、16日15時（協定世界時16日6時）からの24時間で中心気圧を45ヘクトパスカル低下させて935ヘクトパスカルの勢力となり、18日午前にフィリピンの監視領域に達したため、フィリピン大気地球物理天文局（PAGASA）によってフィリピン名イネン（Ineng）と命名された。フィリピン海を西進した台風は非常に強い勢力を維持したまま20日にルソン島へと接近。21日夜にはフィリピンの東の海上で一時停滞したが、その後進路を北寄りに変えて22日には沖縄の南海上を進み、先島諸島に接近。23日には雲の形がやや崩れ、強い勢力に弱まったが、24日には東シナ海上で再発達、眼がはっきりとした、勢力の非常に強い状態になり、19時頃、眼は西表島上空を通過したものと見られる。23日夜には石垣島で最大瞬間風速の記録を更新した。南西諸島各島を暴風域に巻き込みながら東シナ海を北東に進み、25日の4時過ぎに鹿児島県阿久根市付近を通過し、25日5時過ぎに熊本県宇城市付近を通過し、6時過ぎに同県荒尾市付近に上陸した。その後も九州や中国、四国の一部などを暴風域に巻き込みながら九州北部を縦断し、25日昼前に日本海へ抜けた。その後21時に（協定世界時25日12時）に北緯36.5度、東経132.3度で温帯低気圧に変わった。

## 影響

### フィリピン
台風の接近に備えて19日朝には各政府機関が対応を開始、台風の接近した20日夕方にはルソン島北部に位置するカガヤン州のバブヤン諸島やバタネス州のバタン諸島などにシグナル3、カガヤン州の他の地域とイサベラ州北部、カリンガ州、アパヤオ州、アブラ州、イロコス・ノルテ州にシグナル2、イサベラ州の他の地域とアウロラ州北部、キリノ州、ヌエヴァ・エシハ州、イフガオ州、マウンテン州、ベンゲット州、ラウニオン州、イロコス・スル州にシグナル1の暴風雨警報 (PSWS)が発令された。
9月5日までの集計で洪水129ヶ所と河川の越流25ヶ所、治水施設への被害15ヶ所、地滑り・崖崩れ13ヶ所、建造物の損壊10ヶ所などのほか、死者33名、負傷者24名、行方不明7名、家屋の損壊5,742棟が確認されており、約318,000人が避難した。なお、9月5日時点で判明している被害額はインフラや農業・水産業などで約41億フィリピンペソ（約100億円）となっている。

### 台湾
20日午後に中央気象局が台湾南東の海域とバシー海峡を対象として海上台風警報を発令した

### 日本
20日以降、沖縄本島と離島との間を結ぶ船便が欠航、複数の航空便も欠航した。先島諸島に接近した23日、21時16分に石垣市登野城で南南西の風71.0メートルを観測し、これまでの最大瞬間風速の記録を更新した。また、25日には熊本県の熊本城で旧細川刑部邸の長塀が約70メートルにわたって大きく倒壊した。
三重県から熊本県までの7県で約245,000人に避難指示、約528,000人に避難勧告が出された。なお確認されている被害は死者1名、重軽傷者147名、家屋の全半壊140棟、一部破損3555棟、床上・床下浸水397棟。非住家の被害1406棟。また農林水産関係への被害額は9月4日15時までの集計で約67億円となっている。

## 記録
降水量については8月22日0時から26日24時までのアメダス観測値。台風から遠く離れた三重県や奈良県などで大雨となり、三重県の宮川や尾鷲では24時間降水量が500ミリを越えた。風は台風の進路に近い九州・沖縄で強くなり、最大瞬間風速の上位10位まではすべて沖縄県で観測された。

### 1時間降水量
| 地点名           | 降水量    | 観測日時         | 備考                  |
| ---------------- | --------- | ---------------- | --------------------- |
| 雲仙岳（長崎県） | 134.5ミリ | 25日5時43分まで  | 観測史上1位、8月の1位 |
| 宮川（三重県）   | 101.0ミリ | 25日20時4分まで  | 観測史上1位タイ       |
| 粥見（三重県）   | 99.0ミリ  | 25日20時50分まで | 観測史上1位、8月の1位 |
| 中甑（鹿児島県） | 89.0ミリ  | 25日4時5分まで   | 8月の1位              |
| 津（三重県）     | 82.0ミリ  | 25日21時19分まで |                       |
| 尾鷲（三重県）   | 79.5ミリ  | 25日13時19分まで |                       |
| 牛深（熊本県）   | 79.5ミリ  | 25日4時37分まで  |                       |
| 油谷（山口県）   | 78.0ミリ  | 25日9時13分まで  | 観測史上1位、8月の1位 |
| 東厚保（山口県） | 77.5ミリ  | 25日9時30分まで  |                       |
| 椿ヶ鼻（大分県） | 74.0ミリ  | 25日7時12分まで  | 8月の1位              |

### 24時間降水量
| 地点名               | 降水量    | 観測日時         | 備考     |
| -------------------- | --------- | ---------------- | -------- |
| 宮川（三重県）       | 677.5ミリ | 25日21時30分まで | 8月の1位 |
| 尾鷲（三重県）       | 535.0ミリ | 25日21時40分まで |          |
| 下北山（奈良県）     | 353.5ミリ | 25日20時50分まで |          |
| 粥見（三重県）       | 341.5ミリ | 25日22時20分まで |          |
| 御浜（三重県）       | 319.0ミリ | 26日2時10分まで  |          |
| 雲仙岳（長崎県）     | 288.0ミリ | 26日0時20分まで  |          |
| えびの（宮崎県）     | 284.5ミリ | 25日18時40分まで |          |
| 上北山（奈良県）     | 280.5ミリ | 25日22時10分まで |          |
| 肝付前田（鹿児島県） | 277.5ミリ | 25日8時10分まで  |          |
| 田代（鹿児島県）     | 276.5ミリ | 25日7時40分まで  |          |

### 期間降水量
| 地点名           | 降水量    |
| ---------------- | --------- |
| 宮川（三重県）   | 680.5ミリ |
| 尾鷲（三重県）   | 544.0ミリ |
| 石垣島（沖縄県） | 362.5ミリ |
| 下北山（奈良県） | 355.0ミリ |
| 粥見（三重県）   | 352.5ミリ |
| 御浜（三重県）   | 321.0ミリ |
| えびの（宮崎県） | 307.0ミリ |
| 盛山（沖縄県）   | 304.0ミリ |
| 雲仙岳（長崎県） | 297.0ミリ |
| 田代（鹿児島県） | 288.0ミリ |

### 最大風速
| 地点名             | 風速(風向)        | 観測日時     | 備考                  |
| ------------------ | ----------------- | ------------ | --------------------- |
| 石垣島（沖縄県）   | 47.9m/s（南西）   | 23日22時21分 | 8月の1位              |
| 盛山（沖縄県）     | 44.9m/s（南西）   | 23日22時51分 |                       |
| 北原（沖縄県）     | 40.7m/s（南）     | 24日10時21分 | 8月の1位              |
| 大原（沖縄県）     | 38.8m/s（東）     | 23日17時24分 | 8月の1位              |
| 伊原間（沖縄県）   | 37.4m/s（南西）   | 23日24時0分  | 観測史上1位、8月の1位 |
| 中筋（沖縄県）     | 35.1m/s（南）     | 24日0時21分  | 8月の1位              |
| 波照間（沖縄県）   | 34.9m/s（東）     | 23日15時56分 | 8月の1位              |
| 志多阿原（沖縄県） | 34.7m/s（西）     | 23日19時5分  | 8月の1位              |
| 下地（沖縄県）     | 32.5m/s（南）     | 24日2時44分  |                       |
| 枕崎（鹿児島県）   | 32.2m/s（南南東） | 25日2時27分  |                       |
| 西表島（沖縄県）   | 32.2m/s（北東）   | 23日18時17分 |                       |

### 最大瞬間風速
| 地点名   | 風速(風向)      | 観測日時     | 備考                       |
| -------- | --------------- | ------------ | -------------------------- |
| 石垣島   | 71.0m/s(南南西) | 23日21時16分 | 当地点歴代1位・国内歴代7位 |
| 盛山     | 67.4m/s(南南西) | 23日22時18分 | 当地点歴代1位              |
| 大原     | 58.9m/s(東)     | 23日17時17分 | 当地点歴代2位              |
| 波照間   | 56.1m/s(東)     | 23日15時56分 | 当地点歴代2位              |
| 伊原間   | 54.6m/s(南東)   | 23日23時47分 |                            |
| 西表島   | 54.1m/s(東北東) | 23日19時8分  | -                          |
| 北原     | 54.0m/s(南)     | 24日10時7分  | -                          |
| 志多阿原 | 50.9m/s(西南西) | 23日18時50分 | 当地点歴代3位              |
| 久米島   | 47.8m/s(南)     | 24日10時27分 | -                          |
| 中筋     | 54.1m/s(東北東) | 23日19時8分  | -                          |